# Volti (film)
Volti (Faces) è un film del 1968 scritto e diretto da John Cassavetes. Fu girato in bianco e nero su film a 16mm.

## Trama

John Marley in una scena del film

Richard e Maria sono una coppia ormai finita. L'uomo vuole divorziare e passa la serata con altri uomini d'affari e prostitute. La moglie invece passa la serata con le amiche e con un playboy conosciuto in un bar.

## Riconoscimenti
- Premi Oscar 1969
  - Nomination Miglior attore non protagonista a Seymour Cassel
  - Nomination Miglior attrice non protagonista a Lynn Carlin
  - Nomination Migliore sceneggiatura originale a John Cassavetes
- Festival di Venezia 1968
  - Miglior interpretazione maschile a John Marley
  - Panisetti Award al miglior film a John Cassavetes
- New York Film Critics Circle Awards 1968
  - Nomination come miglior film
  - Nomination per la miglior regia a John Cassavetes
- Writers Guild of America 1969
  - Nomination per la migliore sceneggiatura originale a John Cassavetes

Nel 2011 è stato scelto per essere conservato nel National Film Registry della Biblioteca del Congresso degli Stati Uniti.